# 高圓寺
高圓寺（日语：／ Kōenji */?）是東京都杉並區的地名、地區名。地名源自本地曹洞宗的寺院「宿鳳山高圓寺」。行政町名為高圓寺北（日语：／）一丁目至四丁目，高圓寺南（日语：／）一丁目至五丁目（都是住居表示實施區域）。高圓寺站位於東京都道318號環狀七號線西側、桃園川北側。

## 地理

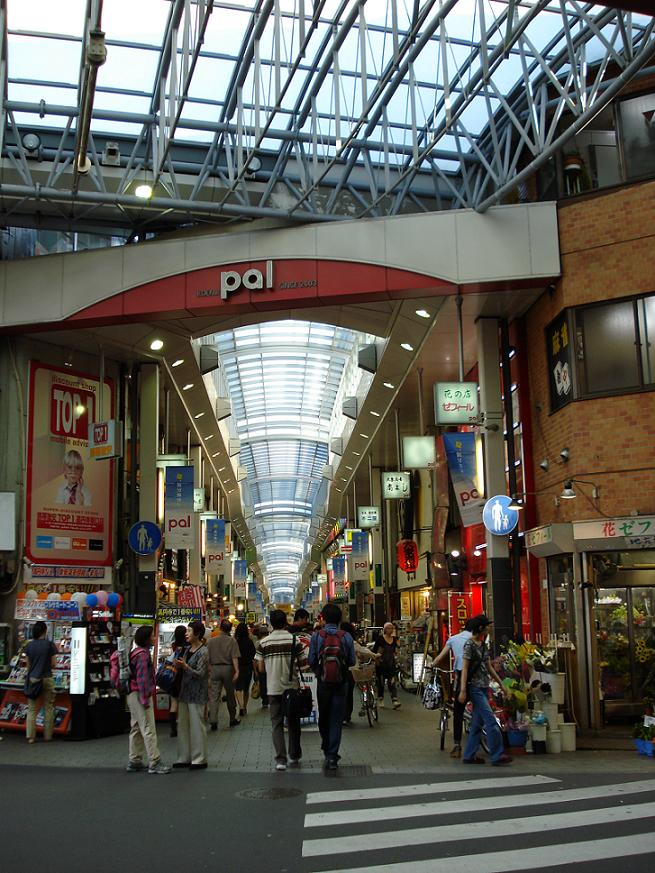
高圓寺pal商店街

車站周邊以外是安靜的住宅區。主要是獨立式住宅、學生向公寓或分契式公寓，受到獨居的年輕人歡迎。
車站周邊有許多商店街、年輕人向的服飾店（古着店）、雜貨店與廉價餐飲店、舊書店、小型音樂展演空間等，假日吸引許多年輕人來此。沒有大型零售商店，而是幾乎由小型店鋪所組成的商店街是本地特色。
雖然新店的汰換速度極快，但此地仍存在許多戰前創業的老店。1923年（大正12年）創業的天名總本店的「御狩場餅」（お狩場もち），傳聞是三代將軍德川家光在獵鷹途中於「宿鳳山高圓寺」停留而來。1960年（昭和35年）創業的喫茶店「TRIANON」（トリアノン）、東京「沖繩料理老舗」之一的「抱瓶」、民族熱潮之前就已存在的印度東南亞雜貨店「元祖仲屋無限堂」（元祖仲屋むげん堂），東京咖啡館文化的先驅「Yonchome Cafe」等頗具文化意義的老店在此聚集。東京地下鐵丸之內線東高圓寺站附近有光鹽女子學院與高圓寺基督教會等。
根據杉並區人口統計，高圓寺周邊的二十多歲、三十多歲的年輕人比例在杉並區中名列前茅，杉並區内139街區中，高圓寺南二丁目為第1名，高圓寺北三丁目為第3名。
禰寝正一的小說《高圓寺純情商店街》描述了本地的氛圍。與小說同名的商店街在高圓寺站北口。但是商店街是在小說發行後才改與小說同名，舊名為「高圓寺銀座」。

### 地域內的町名

#### 高圓寺北
位於地域北部，分一丁目至四丁目。人口15,845人（2013年10月1日）。北臨中野區大和町、野方，東接中野區中野，南與杉並區高圓寺南、阿佐谷南之間以JR中央線路廊為界，西連杉並區阿佐谷北。區內一丁目與二丁目以環七通為界。位於高圓寺站北側，站周邊商店遍布，其他為住宅區。

#### 高圓寺南
地域南部，分一丁目至五丁目。人口30,441人（2013年10月1日）。北與杉並區高圓寺北之間以JR中央線路廊為界，東臨中野區中央，南與杉並區和田、梅里之間以青梅街道為界，西接杉並區阿佐谷南。區内一丁目、五丁目與二丁目、四丁目之間以環七通為界。位於高圓寺站南側，站周邊商店遍布，其他為住宅區。

## 歷史
過去此地為高圓寺村，江戶時代初期以前稱作『小澤村』。德川三代將軍德川家光鷹狩時曾來訪此地，多次在村内宿鳳山高圓寺休息，後成為境内的臨時御殿。由於高圓寺的高知名度，正保年間時將本地地名改為高圓寺村，也就是現在「高圓寺」地名的由來。

### 高圓寺
現在的高圓寺是以JR高圓寺站為中心，住居表示上屬高圓寺北與高圓寺南。以前的高圓寺是以宿鳳山高圓寺（曹洞宗）為中心，車站南北同屬「高圓寺」（舊高圓寺村）。高圓寺與阿佐谷之間為馬橋（舊馬橋村），之後馬橋併入高圓寺與阿佐谷時，將高圓寺分為南北兩町。無產階級文學的代表作家小林多喜二在1931年（昭和6年）定居馬橋三丁目。馬橋的名稱現在只留在小學校名與神社名。

### 神社
高圓寺站南口的冰川神社內有日本唯一的氣象神社。1938年（昭和13年）成立現高圓寺北4丁目（舊馬橋4丁目）時，由舊陸軍氣象部（陸軍氣象第三連隊等）在1944年（昭和19年）4月10日興建，主祭神為思兼神。1945年（昭和20年）4月13日在空襲中燒毀，戰後重建。後駐日盟軍總司令部（GHQ）發出「神道指令」要求廢棄神社，舊陸軍氣象部成員決定向聯合軍宗教調査局申請購買，並移至現在的地點。戰時陸軍氣象預測員為了預報準確，每日都會到神社參拜。舊陸軍氣象部後改為氣象廳氣象研究所，移往現在的茨城縣筑波市，舊址改為馬橋公園。此外，一丁目有高圓寺天祖神社。

## 高圓寺的活動

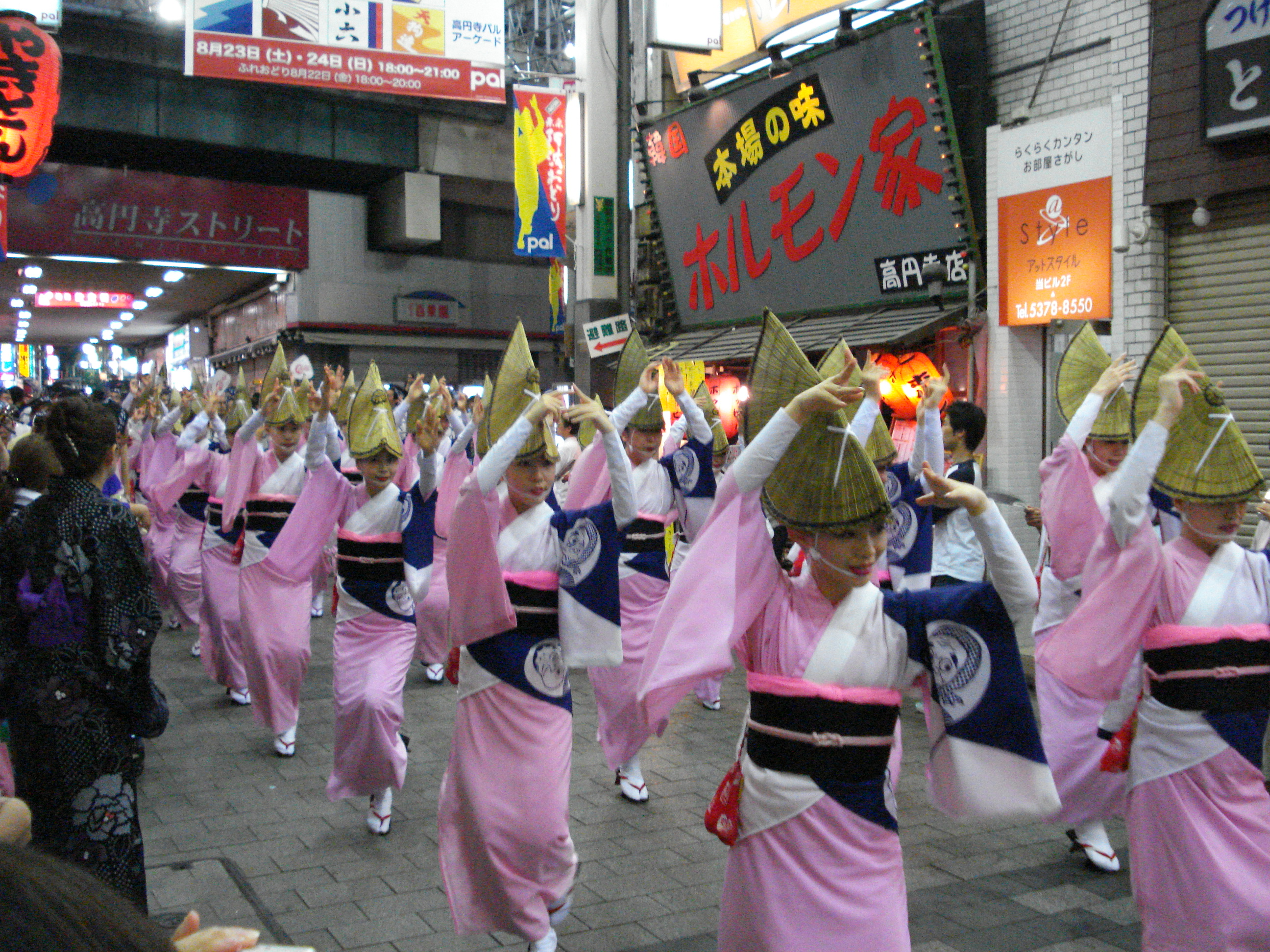
高圓寺阿波踊

### 高圓寺阿波踊
「东京高圆寺阿波踊」在每年8月下旬（最後一個周六周日）於JR高圓寺站前舉行。由於長年舉辦，知名度越來越高，阿波踊本場的德島縣和其他地方也會派團體參加。觀眾數達120萬人，甚至超越了本場德島。約1萬人一同跳舞，成為東京夏末的季節性傳統活動（風物詩）。

## 主要商店街
- 高圓寺純情商店街
- 高圓寺pal商店街（高円寺パル商店街）
- 高圓寺look商店街（高円寺ルック商店街）
- 高圓寺吾妻通商店街（高円寺あずま通り商店街）
- 高圓寺庚申通商店街振興組合
- 高圓寺中通商店街
- 高圓寺北中通商店街

## 交通
鐵路
- 東日本旅客鐵道（JR東日本）
  - 中央線（高圓寺站）
- 東京地下鐵
  - 丸之內線（東高圓寺站、新高圓寺站）

道路

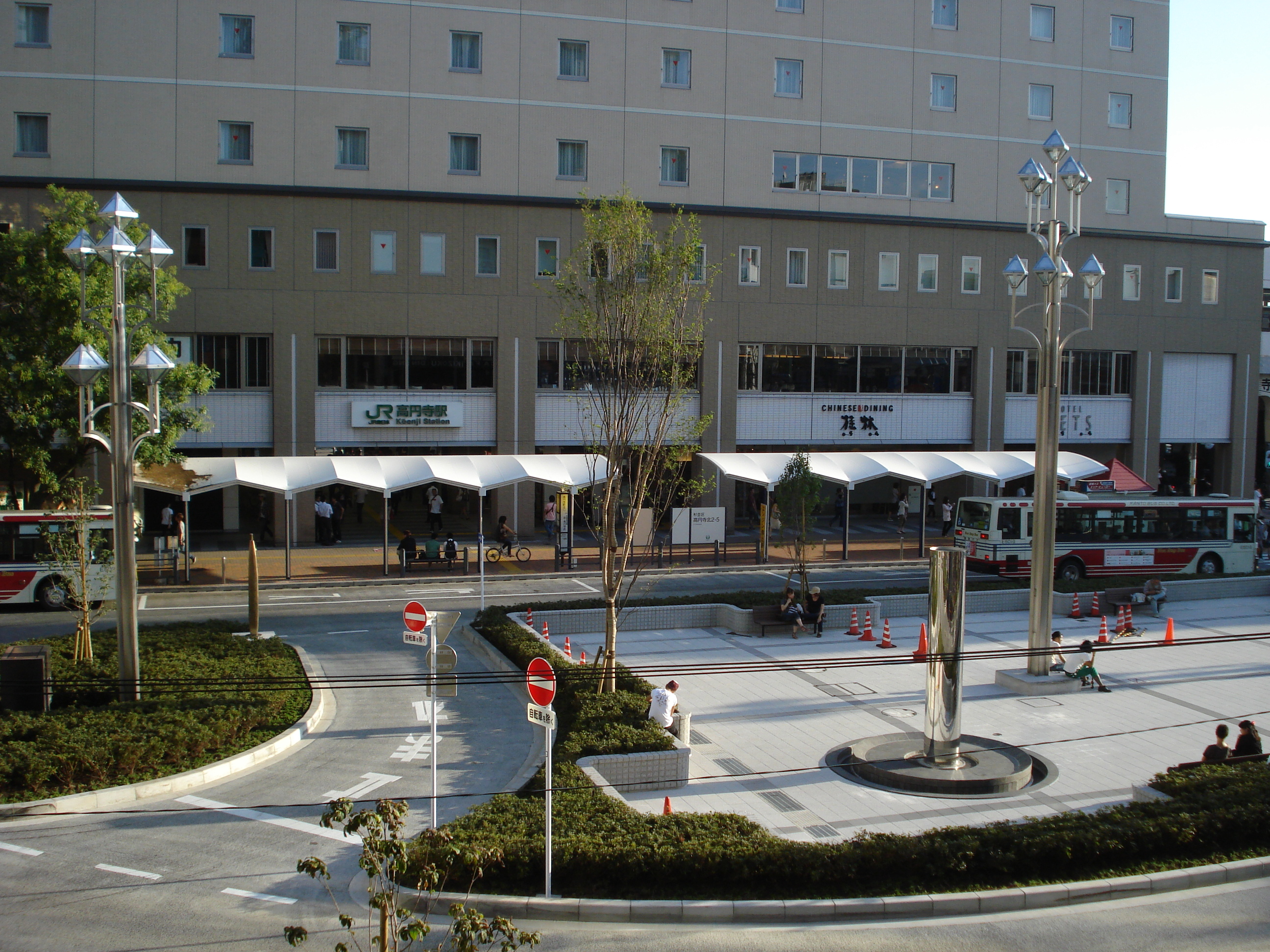
高圓寺站北口前（2009年（平成21年））

- 青梅街道（東京都道、埼玉縣道4號東京所澤線）
- 早稻田通（日语：早稲田通り）（東京都道、埼玉縣道25號飯田橋石神井新座線）
- 環七通（東京都道318號環狀七號線）
- 五日市街道（日语：五日市街道）（東京都道7號杉並秋留野線（日语：東京都道7号杉並あきる野線））

## 高圓寺為舞台的作品
包含作中未明確指出高圓寺（單純是攝影地點等）的作品。
- 電視劇
  - 「SEXY VOICE AND ROBO」（セクシーボイスアンドロボ）（2007年（平成19年））
  - 「流星之絆」
  - 「加速世界」
- 小說
  - 禰寝正一（日语：ねじめ正一）「高圓寺純情商店街（日语：高円寺純情商店街）」
  - 山崎ナオコーラ（日语：山崎ナオコーラ）「カツラ美容室別室」
  - 村上春樹「1Q84」
  - 大槻賢二（日语：大槻ケンヂ）「縫製人間ヌイグルマー（日语：縫製人間ヌイグルマー）」
- 遊戲
  - 「我的家族」（ぼくらのかぞく）（PlayStation 2） Millennium Kitchen（ミレニアムキッチン）
  - 「高圓寺女子足球」（PlayStation 2） 2006年（平成18年）4月13日發售 STAR☆FISH（日语：スターフィッシュ）
  - 「高圓寺女子足球2～戀愛就是永不放棄～（日语：高円寺女子サッカー2_〜恋はネバギバ高円寺〜）」（高円寺女子サッカー2〜恋はネバギバ高圓寺〜）（任天堂DS） 2007年（平成19年）10月22日發售 STAR☆FISH
- 電影
  - 「青春搖滾火花」（アイデン&ティティ）（2003年（平成15年））
  - 「無人知曉的夏日清晨」（2004年（平成16年））
  - 「福音戰士新劇場版：序」（2007年（平成19年））
  - 「少年手指虎」（2009年（平成21年））
  - 「日々の呟き」（2009年（平成21年））
  - 「天氣之子」(2019年 (令和元年))
- 漫畫
  - 西谷祥子（日语：西谷祥子）「高圓寺あたり」
  - 安童夕馬（原作）、朝基勝士（繪畫）「少年刑警」
  - 合鴨ひろゆき（日语：合鴨ひろゆき）「加速世界」

## 備註
1. 1 2  杉並区 区政資料 - 統計 - 人口 - 各歳別人口25年 的存檔，存档日期2013-10-22.
2. ↑  「小澤」的由來有兩種，一是過去此地是小型沼澤，二是鄰近的梅里有條來自真盛寺辯天池的小溪。
3. ↑  産経新聞 「高圓寺阿波踊り，地元連が一足早く」[永久]